# Rus-M

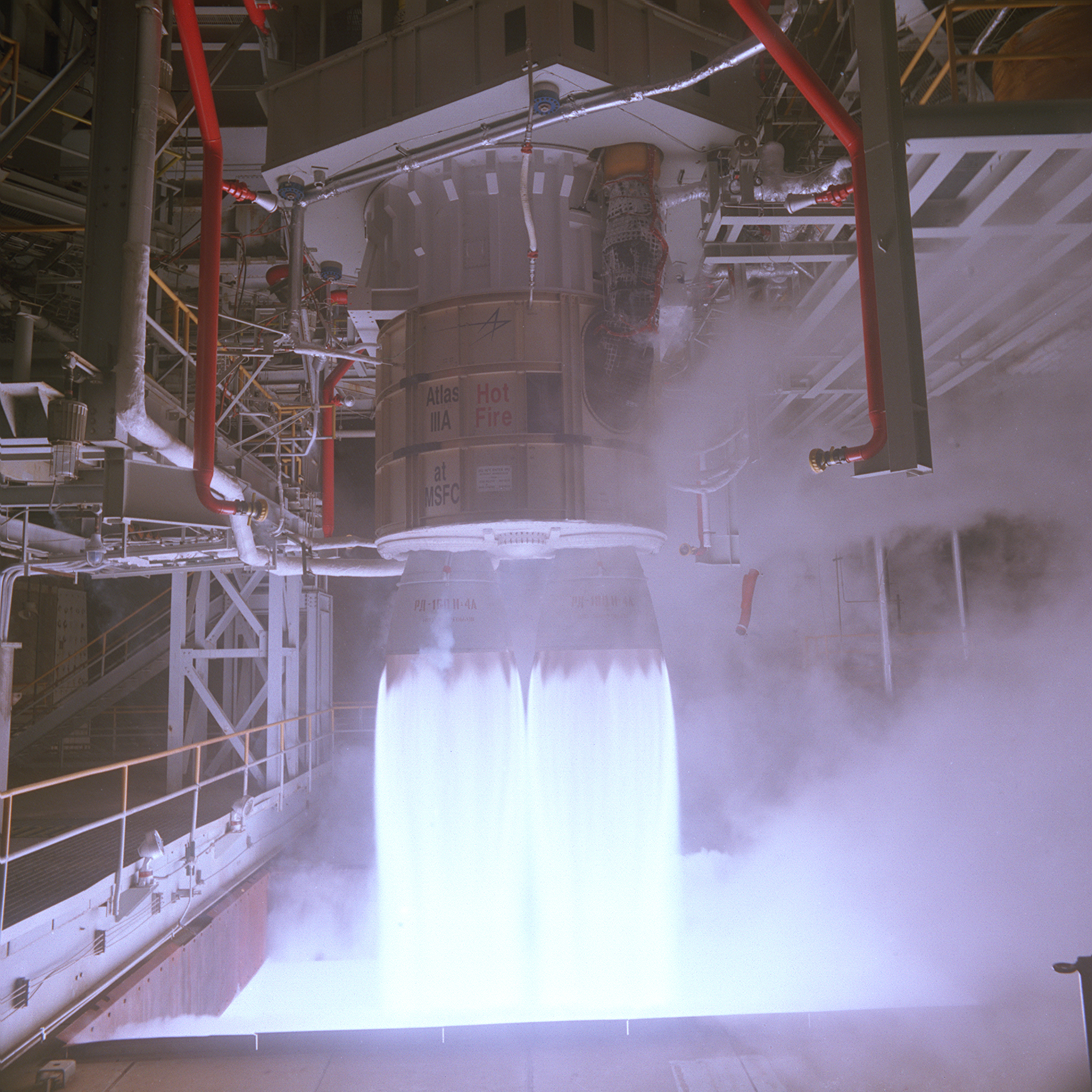
Test de moteurs RD-180.

Rus-M est un projet de fusée russe développé à la fin des années 2000 et arrêté en 2011 qui devait prendre en charge dans l'avenir le lancement des vaisseaux habités russes. Il devait en particulier lancer le Prospective Piloted Transport System, qui dans l'avenir doit remplacer le vaisseau Soyouz. Rus-M était développé par l'entreprise TsSKB-Progress. Le projet a été abandonné en octobre 2011.

## Historique
Au printemps 2009, TsSKB-Progress a remporté un contrat du gouvernement russe pour la construction du nouveau lanceur du programme spatial habité. Les premiers esquisses doivent être soumises à l'agence Roskosmos en août 2010. Roskosmos a mis l'accent dans son cahier des charges sur la fiabilité et la sécurité de l'équipage qui doit être garantie durant toutes les phases du vol. Le lanceur doit pouvoir servir de base pour un futur lanceur lourd capable de lancer 50  à   60 tonnes ainsi qu'une version lourde capable de lancer 130/150 tonnes à coût peu élevé depuis le Cosmodrome Vostotchny.
Ce projet de lanceur a été abandonné officiellement le 7 octobre 2011 alors que les premiers essais étaient prévus en 2015.

## Description
Selon les informations disponibles, le lanceur Rus-M devait utiliser pour son premier étage trois moteurs RD-180 d'Energomach consommant du kérosène et de l'oxygène liquide et quatre RD-0146 consommant un mélange hydrogène/oxygène liquides pour son étage supérieur,. Il sera capable de placer :
- une charge cargo de 28,3 tonnes sur une orbite basse de 200 km avec un inclinaison de 51,7°
- un vaisseau spatial habité de 18,8 tonnes sur une orbite comprise entre 135  et   400 km
- un satellite de 4 tonnes en orbite géostationnaire.